# Freddy Quinn
Freddy Quinn, születési nevén Franz Eugen Helmuth Manfred Nidl (Bécs, Niederfladnitz vagy Póla, 1931. szeptember 27. –) osztrák énekes, színész. Több mint 60 millió albumot adott el, amivel az egyik legsikeresebb németajkú énekesnek számít. Hosszú évek óta Hamburgban él.
Ő volt Németország egyik első képviselője az 1956-os Eurovíziós Dalfesztiválon So geht das jede Nacht c. dalával. (A másik német énekes Walter Andreas Schwarz volt.)

## Filmjei
- Die große Chance (1957)
- Heimatlos (1958)
- Stahlnetz – Die Tote im
- Hafenbecken (1958) (TV)
- Freddy, die Gitarre und das Meer (1959)
- Freddy unter fremden Sternen (1959)
- Freddy und die Melodie der Nacht (1960)
- Weit ist der Weg (1960)
- Nur der Wind (1961)
- Freddy und der Millionär (1961)
- Freddy und das Lied der Südsee (1962)
- Heimweh nach St. Pauli (1963)
- Freddy und das Lied der Prärie (1964)
- Freddy, Tiere, Sensationen (1964)
- Haie an Bord (1971)
- Die wilden Fünfziger (1982)
- Erbin mit Herz (2004) (TV)
- Der Junge von St. Pauli

## Fordítás
- Ez a szócikk részben vagy egészben  a   Freddy Quinn című német Wikipédia-szócikk ezen változatának fordításán alapul.  Az eredeti cikk szerkesztőit annak laptörténete sorolja fel. Ez a jelzés csupán a megfogalmazás eredetét és a szerzői jogokat jelzi, nem szolgál a cikkben szereplő információk forrásmegjelöléseként.